# Liste des drapeaux de Suisse Q
Pour les communes suisses commençant par Q. Pour plus d'informations sur les conceptions, s'il vous plaît lire l'article d'une commune. 

Quarten
Quinto